# Karl Heinz Gierenstein
Karl Heinz Gierenstein (* 4. September 1920 in Engers; † 19. April 2002 in Ingolstadt) war ein deutscher Verwaltungsbeamter und Politiker (CSU).

## Leben und Beruf
Nach dem Besuch der Volksschule und dem Abitur am Gymnasium nahm Gierenstein von 1940 bis 1945 als Soldat der Luftwaffe am Zweiten Weltkrieg teil, zuletzt als Leutnant. Während des Krieges wurde er in einem Kampfgeschwader eingesetzt. Er überlebte einen Flugzeugabsturz über dem Mittelmeer und geriet bei Kriegsende in Gefangenschaft.
Gierenstein absolvierte seit 1945 eine Ausbildung an der Bayerischen Verwaltungsschule, die er mit der Angestelltenprüfung für den gehobenen Verwaltungsdienst abschloss. Anschließend trat er in die Ingolstädter Verwaltung ein. Seit 1951 war er als Beamter in verschiedenen städtischen Dienststellen tätig, zuletzt als Verwaltungsamtmann. Von 1970 bis 1980 fungierte er als Schatzmeister der Deutschen Atlantischen Gesellschaft.

## Partei
Gierenstein trat 1953 in die CSU ein, schloss sich der Jungen Union (JU) an und war von 1955 bis 1960 Vorsitzender des JU-Kreisverbandes Ingolstadt.

## Abgeordneter
Gierenstein war 1956 bis 1965 Ratsmitglied der Stadt Ingolstadt. Dem Deutschen Bundestag gehörte er von 1965 bis 1980 an. Im Parlament vertrat er den Wahlkreis Ingolstadt.
| Personendaten    | Personendaten                                         |
| ---------------- | ----------------------------------------------------- |
| NAME             | Gierenstein, Karl Heinz                               |
| KURZBESCHREIBUNG | deutscher Verwaltungsbeamter und Politiker (CSU), MdB |
| GEBURTSDATUM     | 4. September 1920                                     |
| GEBURTSORT       | Engers                                                |
| STERBEDATUM      | 19. April 2002                                        |
| STERBEORT        | Ingolstadt                                            |